# Achille De Zigno

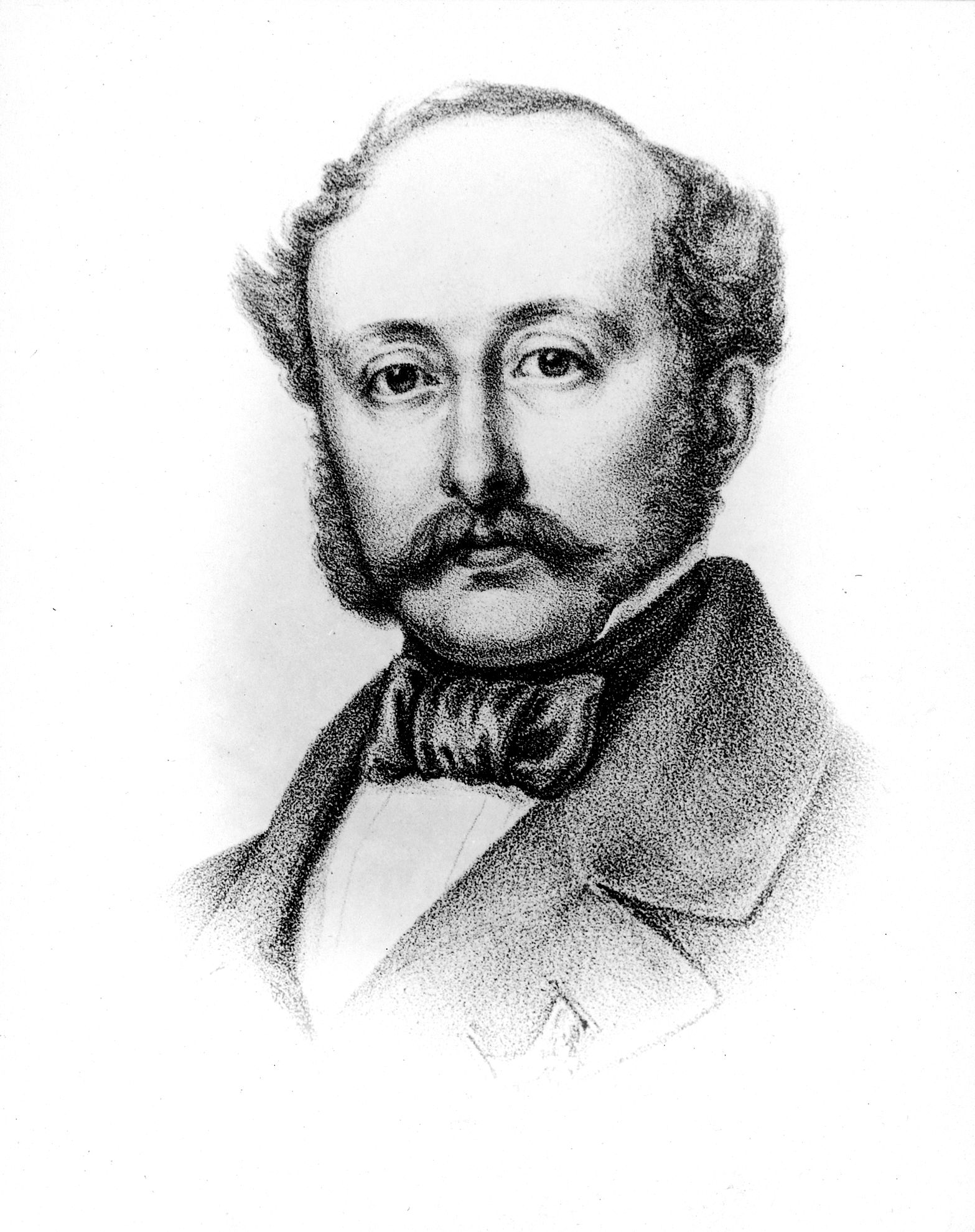
Achille De Zigno

Achille De Zigno (* 14. Januar 1813 in Padua; † 15. Januar 1892 ebenda) war ein italienischer Botaniker, Geologe und Paläontologe.  Sein offizielles botanisches Autorenkürzel lautet „Zigno“.
De Zigno kam aus wohlhabendem Haus und wurde von Privatlehrern unterrichtet. Seine Mutter war Irin. Bei Auslandsaufenthalten in England, Frankreich und der Schweiz lernte er mehrere Sprachen und er interessierte sich schon als Jugendlicher für Naturwissenschaften und trat in Kontakt mit Wissenschaftlern wie Tomaso Antonio Catullo (1782–1869), der Professor für Naturgeschichte in Padua war. Mit Catullo lieferte er sich schon bald (1847/48)  eine wissenschaftliche Auseinandersetzung über die korrekte Datierung von Fossilien und stratigraphische Fragen. 1846 bis 1856 war er Bürgermeister von Padua. 1860 bis 1866 vertrat er die Provinz Venetien im Rat des österreichischen Kaiserreichs in Wien und 1872 bis 1885 war er Bürgermeister von Vigodarzere, wo seine Familie Landbesitz hatte.
Anfangs befasste er sich mit Botanik (Kryptogamen, Algen), später aufgrund nachlassender Sehkraft mit Geologie, insbesondere Stratigraphie der Provinz Venetien, und mit Paläontologie, insbesondere mit Paläobotanik, aber auch mit Fossilien von Fischen und anderen Wirbeltieren des Eozän aus dem Monte Bolca.
1860 wurde er Mitglied der Leopoldina und er war Mitglied der Accademia dei Lincei, der Accademia Nazionale delle Scienze und der Turiner Akademie. 1871 war er Präsident der Accademia Galileana, 1876 bis 1878 des Istituto Veneto und 1885 der italienischen geologischen Gesellschaft.
Er wurde unter österreichischer Herrschaft Baron und Träger des Ordens der eisernen Krone und später den Zivilverdienstorden von Savoyen.
Seine Fossiliensammlung kam an die Universität Padua.

## Schriften
- Introduzione allo studio della geologia. Tip. A. Sicca, Padova 1843.
- Sulle ossa fossili di rinoceronte trovate in Italia. s.e., Padova 1855.
- Flora Fossilis – Formationis Oolithicae – Le piante fossili dell'oolite. Band 1, 1856 bis 1868, Band 2, 1873 bis 1885, Ed.  Seminario, Padua.
- Dichopteris: genus novum filicum fossilium. Venedig: Antonelli 1865.
- Catalogo ragionato dei pesci fossili del calcare eoceno di M. Bolca e M. Postale. Venedig: Grimaedo 1874.